# Aribosa
Aribosa, secondo alcuni paleontologi dell'Università di Washington, è un Superimpero tassonomico, ovvero un taxon biologico che include presunti organismi viventi (la classificazione stessa è tuttora oggetto di controversie), comprendente sia organismi basati sull'acido xenonucleico (ovvero macromolecole polimeriche generalmente artificiali affini agli acidi nucleici) che Prioni, ovvero "agenti infettivi non convenzionali" di natura proteica. Il prione, essendo dunque una proteina, ovvero una catena di amminoacidi, non è né un virus o un altro microrganismo infettivo, è quindi privo di acidi nucleici e conseguentemente dell'informazione genetica basata su di essi.

## Classificazione debole e forte
La comunità scientifica si divide nel considerare il concetto di vita in senso "debole" (che include i virus e persino i prioni, che sono organismi senza DNA), e in senso "forte", che assume invece la suddetta teoria cellulare. Da questo punto di vista, l'organismo ancestrale non dovrebbe essere chiamato Ultimo antenato comune universale, ma piuttosto "Ultimo antenato cellulare", perché l'antenato universale sarebbe ancora più antico e includerebbe gli esseri acellulari primordiali, probabilmente filamenti di RNA o DNA ancestrale autoreplicante, simile agli attuali virus, che sarebbe raggruppato nel superdominio Acytota.

## Superclassificazione
| Mundus      | Biota / Vitae / Eobiontes      | Biota / Vitae / Eobiontes      | Biota / Vitae / Eobiontes      | Biota / Vitae / Eobiontes      | Biota / Vitae / Eobiontes      | Biota / Vitae / Eobiontes      | Biota / Vitae / Eobiontes      | Biota / Vitae / Eobiontes      | Biota / Vitae / Eobiontes      | Biota / Vitae / Eobiontes      | Biota / Vitae / Eobiontes      | Biota / Vitae / Eobiontes | Abiotic / Mineralia |
| Arborea     | Terroa / Terrabiota / Geobiota | Terroa / Terrabiota / Geobiota | Terroa / Terrabiota / Geobiota | Terroa / Terrabiota / Geobiota | Terroa / Terrabiota / Geobiota | Terroa / Terrabiota / Geobiota | Terroa / Terrabiota / Geobiota | Terroa / Terrabiota / Geobiota | Terroa / Terrabiota / Geobiota | Terroa / Terrabiota / Geobiota | Terroa / Terrabiota / Geobiota | (Eso-Terroan / Exobiota?) |                     |
| Superimpero | Ribosa                         | Ribosa                         | Ribosa                         | Ribosa                         | Ribosa                         | Ribosa                         | Ribosa                         | Ribosa                         | Ribosa                         | Aribosa                        | Aribosa                        |                           |                     |
| Impero      | Cytota                         | Cytota                         | Cytota                         | Cytota                         | Acytota / Aphanobionta         | Acytota / Aphanobionta         | Acytota / Aphanobionta         | Acytota / Aphanobionta         | Acytota / Aphanobionta         | Xenobiota                      | Prioni                         |                           |                     |
| Dominio     | Eukaryota                      | Eukaryota                      | Prokaryota                     | Prokaryota                     | Virii                          | Virii                          | Virii                          | Phagia                         | Phagia                         |                                |                                |                           |                     |
| ----------- | ------------------------------ | ------------------------------ | ------------------------------ | ------------------------------ | ------------------------------ | ------------------------------ | ------------------------------ | ------------------------------ | ------------------------------ | ------------------------------ | ------------------------------ | ------------------------- | ------------------- |

Legenda:
- Mineralia / Abiotic[4] - fattori non viventi[5] (materia ambientale dell'ecosistema[6])
- Biota / Vitae / Eobiontes[7][8] - fattori viventi (sistemi in uno stato energetico di disequilibrio stazionario in grado di dirigere una serie di reazioni chimiche[9])
  - (Arborea: Exobiota)[10] - eventuale vita extraterrestre[11];
  - Arborea: Terroa / Terrabiota / Geobiota[12] - vita terrestre[13];
    - Aribosa[14] -Organismi biologici non contenenti RNA o DNA, o molecole proteiche capaci di riproduzione[15];
      - Xenoribosa / Xenobiota
      - Prioni;

    - Ribosa[16][17] - viventi basati su RNA o DNA;
      - Acytota / Aphanobionta[18][19] - vita non cellulare[20][21];
        - Virus;
        - Phage

      - Cytota[22] - vita cellulare;
        - Eukaryota;
        - Prokaryota.